# Tomasz Mrozowicz
Tomasz Mrozowicz (ur. 28 marca 1984 we Włocławku) – polski wioślarz.
We wrześniu 2004 roku, podczas akademickich mistrzostw świata, w jego organizmie wykryto niedozwolone środki dopingujące, w wyniku czego został ukarany dwuletnią dyskwalifikacją (kończącą się 2 września 2006 roku).

## Osiągnięcia
- Mistrzostwa Europy – Poznań 2007 – dwójka podwójna wagi lekkiej – 10. miejsce[2].
- Mistrzostwa Świata – Linz 2008 – ósemka wagi lekkiej – 5. miejsce[2].
- Mistrzostwa Europy – Ateny 2008 – dwójka podwójna wagi lekkiej – 8. miejsce[2].